# لیه رمینی
لیه رمینی (انگلیسی: Leah Remini؛ زادهٔ ۱۵ ژوئن ۱۹۷۰) یک هنرپیشه اهل ایالات متحده آمریکا است.  وی از سال ۱۹۸۸ میلادی تاکنون مشغول فعالیت بوده  و به خاطر بازی در سریال سلطان محله کویین شهرت یافته است.
او در فیلم‌های نقش دوم و خانواده‌های دیوانه نیز بازی کرده‌است.